# Lietuvos krikščionys demokratai
Die Lietuvos krikščionys demokratai (LKD, deutsch: Christdemokraten Litauens) war eine christdemokratische konservative politische Partei in Litauen.
Die Partei hat sich im Mai 2008 mit der Tėvynės Sąjunga (deutsch Vaterlandsunion) zur Tėvynės Sąjunga - Lietuvos krikščionys demokratai (TS-LKD) zusammengeschlossen. Seither gibt es innerhalb der Vaterlandsunion die Gemeinschaft Christdemokraten Litauens.

## Bis zur Staatsgründung (1904–1920)
Die Anfänge der Christdemokraten gehen bereits auf die Zeit vor dem Ersten Weltkrieg zurück, als Litauen noch Teil Russlands war. Im Rahmen der Aufbruchstimmung des Revolutionsjahres 1905 verfassten drei litauische Priester, Maironis, Adomas Dambrauskas-Jakštas und Pranciškus Bučys, im April 1904 in St. Petersburg ein erstes christdemokratisches Parteiprogramm. Zur Konstituierung der Union der litauischen Christdemokraten (Lietuvių krikščionių demokratų sąjunga) kam es im Dezember 1905 auf dem Vilniusser Großen Seimas, einer ersten Versammlung aller politischen Kräfte Litauens in Vilnius.
Die Christdemokraten verstanden sich als christliche demokratische Alternative zu den als zu radikal gesehenen Sozialdemokraten und der antiklerikalen Demokratischen Partei. Ziel war es, zu sozialen und wirtschaftlichen Fortschritten zu gelangen, ohne an der herrschenden sozialen Ordnung zu rütteln. Sympathisanten fand die Partei unter den jungen Priestern in Litauen, die sich mehr und mehr von Polen abwandten und die litauische Eigenständigkeit betonten. Zu den oben Genannten gesellte sich als treibende Kraft der Priester Juozas Tumas-Vaizgantas.
Nach 1905 erschwerte das repressive Vorgehen des russischen Zaren allerdings die politische Aktivität aller Parteien. Die Parteigründer waren katholische Theologen in St. Petersburg. Die Christdemokraten wichen in die gesellschaftliche Bewegung aus und trugen wesentlich zur Bildung der Landbevölkerung in einem katholischen, nationalen Sinne bei. Getragen wurde die gesellschaftliche Arbeit durch die katholische Bildungsbewegung "Saulė" (deutsch "Sonne", gegründet 1906), die 1910 72 Gruppen, 40 Schulen und einige Bibliotheken unterhielt, und die Landjugendbewegung "Pavasaris" (deutsch "Frühling", gegründet 1911).
Im April 1917 gründete sich die Partei in St. Petersburg, wohin viele Litauer vor der deutschen Besatzung geflohen waren, erneut und nannte sich Partei der litauischen Christdemokraten (Lietuvos krikščionių demokratų partija). Die Aufbauarbeit leistete vor allem ihr erster Vorsitzender, der Pfarrer Mykolas Krupavičius. Die Christdemokraten waren eine der bestimmenden Strömungen im Litauischen Staatsrat (lit. Lietuvos Taryba), der von der Vilniusser Konferenz im September 1917 gewählt worden war, mit dem Auftrag, die Unabhängigkeit Litauens zu realisieren. Führende christdemokratische Mitglieder waren Pranas Dovydaitis, Aleksandras Stulginskis und Justinas Staugaitis. Aus diesem Staatsrat gingen die ersten Regierungen hervor, er erklärte die Unabhängigkeit Litauens (16. Februar 1918) und bereitete die Wahlen zur Verfassunggebenden Versammlung im April 1920 vor. Am 20. November 1917 fand der erste Parteikongress auf litauischem Boden (in Vilnius) statt, ein neues Parteiprogramm wurde verabschiedet und Stulginskis wurde zum Vorsitzenden gewählt.

## Erste Republik (1920–1940)
Mit den ersten freien Wahlen zu einer Verfassunggebenden Versammlung, die am 15. Mai 1920 erstmals zusammentrat, wurden die Christdemokraten zur bestimmenden politischen Kraft in Litauen: von 112 zu vergebenden Sitzen erhielten sie 59. Die folgenden Jahre bis 1926 waren geprägt von der Suche nach einer breiten Regierungsbasis und den immer wieder aufbrechenden Streitigkeiten mit dem Koalitionspartner der Bauernvolksbund. Gemeinsam wählte die Koalition den Christdemokraten Aleksandras Stulginskis zum neuen Staatspräsidenten. Nach eineinhalb Jahren intensiver Arbeit in der Verfassunggebenden Versammlung zerbrach die Koalition im Januar 1922 noch vor der Verabschiedung der neuen Verfassung. Die Christdemokraten sprachen sich für Religionsunterricht und die Entschädigung der Landenteigneten aus. Am 1. August 1922 verabschiedeten sie die Verfassung ohne die Stimmen des Bauernvolksbunds, darunter auch die umstrittene Präambel, in der es hieß "Im Namen des Allmächtigen".
Bei den Wahlen vom Oktober 1922 verfehlten die Christdemokraten mit 38 von 78 Mandaten knapp die absolute Mehrheit. Stulginskis wurde vom Parlament als Staatspräsident bestätigt. Allerdings konnte keine mehrheitsfähige Regierung geformt werden und so mussten für Mai 1923 Neuwahlen anberaumt werden. Hier konnten die Christdemokraten zwei Sitze hinzu gewinnen und kamen damit auf eine hauchdünne Mehrheit von 40 der 78 Sitze. Zunächst regierten sie allerdings in einer Koalition mit der Bauernvolksunion (bis Juni 1924). Diese wählte erneut Stulginskis zum Staatspräsidenten und Ernestas Galvanauskas vom Bauernvolksbund zum Ministerpräsidenten. Nachdem diese Koalition erneut u. a. wegen Streitigkeiten über den Einfluss der Religion auf die Politik gescheitert war, bildeten die Christdemokraten in der Folgezeit Alleinregierungen unter den Ministerpräsidenten Antanas Tumėnas, Vytautas Petrulis und Leonas Bistras.
Die Parlamentswahlen vom Mai 1926 führten zum Verlust der absoluten Mehrheit, die Christdemokraten blieben mit 30 von 85 Mandaten allerdings stärkste Partei im Parlament. Die Regierung bildeten die bisherigen Oppositionsparteien, Bauernvolksbund und Sozialdemokraten mit Unterstützung der Parteien der nationalen Minderheiten (Juden, Polen). Die Christdemokraten konnten sich mit ihrer Oppositionsrolle nicht abfinden. Sie lehnten den von ihnen noch vorbereiteten Friedensvertrag mit der Sowjetunion ab und polemisierten gegen die Eröffnung von polnischen Schulen. Schließlich schlossen sie sich dem Staatsstreich der Nationalen Union unter Antanas Smetona und Augustinas Voldemaras im Dezember 1926 an. Sie gaben mit ihren Stimmen im Parlament dem Putsch einen demokratischen Anstrich, verzichteten aber auf führende Staatsämter. Nur für einige Stunden war Aleksandras Stulginskis am 19. Dezember 1926 als neu gewählter Parlamentsvorsitzender Staatsoberhaupt, bevor Smetona zum neuen Präsidenten gewählt wurde. Nachdem Präsident Smetona im April 1927 das Parlament auflöste, aber den Forderungen der Christdemokraten nach Neuwahlen nicht nachkam, verließen letztere am 2. Mai 1927 die Regierung. In der Folgezeit installierte Smetona ein autokratisches System unter Ausschaltung des Parlaments. Die Christdemokratische Partei stellte ihre Aktivität ein. Am 6. Februar 1936 wurde sie, wie alle anderen Parteien mit Ausnahme der Nationalen Union, verboten. Im Juni ereilte das Sprachrohr der Christdemokraten, die Zeitung Rytas (Der Morgen) das gleiche Schicksal.

## Seit 1989
Mit der beginnenden Demokratisierung der Sowjetunion und der erstarkenden Unabhängigkeitsbewegung gründete sich auch die Partei der Christdemokraten unter dem Namen Lietuvos krikščionių demokratų partija (LKDP, deutsch: Partei der Christdemokraten Litauens) im Februar 1989 neu. 16 Personen unterschrieben die Erklärung vom 10. Februar 1989, die die Wiedergründung zum 16. Februar feststellte. Darunter waren zwei Politiker, die bereits vor dem Zweiten Weltkrieg Mitglieder der Christdemokraten gewesen waren. Zwei Parteimitglieder wurden bei den folgenden Wahlen zum Obersten Sowjet Litauens am 24. Februar in das Parlament gewählt (Egidijus Klumbys und Algirdas Saugardas).
Bei den ersten Parlamentswahlen im wieder unabhängigen Litauen 1992 konnten die Christdemokraten 10 Mandate erringen. Nach den Wahlen 1996 kamen sie sogar auf 16 Mandate und bildeten mit den Konservativen eine Regierungskoalition. Die Christdemokraten erhielten drei Ministerien. Die Koalition zerbrach im Juni 1999 an Streitigkeiten zu Fragen der Privatisierung von Staatsbetrieben und der Bewältigung der wirtschaftlichen Folgen der Rubelkrise.
In der Folgezeit konnte sich die Partei von ihrem Ansehensverlust aus der Regierungszeit (1996–1999) nie erholen und scheiterte wiederholt an der 5 %-Hürde. Nachdem auch die Wahlen 2008 keinen Einzug ins Parlament versprachen, erfolgte im Mai 2008 der Zusammenschluss mit der Vaterlandsunion. Innerhalb der Fraktion der Vaterlandsunion sind die ehemaligen Christdemokraten nach den Wahlen im Oktober 2008 nun mit sieben Abgeordneten vertreten.

### Abspaltungen
In der jüngeren Parteigeschichte kam es zu zahlreichen Abspaltungen unzufriedener Mitglieder.

#### Krikščionių demokratų sąjunga (KDS)
Bereits 1990 formierte sich unter der Führung des bisherigen Parteivorsitzenden und bekannten Dissidenten der Sowjetzeit, Viktoras Petkus, die Krikščionių demokratų sąjungą (KDS, deutsch: Christdemokratische Union). Ab 1991 wurde sie vom Arzt und USA-Emigrant Kazys Bobelis geführt. Sie konnte jedoch keine großen Stimmenanteile gewinnen und war im litauischen Parlament (Seimas) lediglich durch das Direktmandat ihres Vorsitzenden vertreten. Nachdem die Partei auch bei den Wahlen 2000 knapp an der 5 %-Hürde gescheitert war (4,2 %), beschloss sie im April 2001 sich mit der LKDP wieder zu vereinen. Wiewohl praktisch ein Zusammenschluss zweier Parteien, wurde formal lediglich die LKDP in den traditionsreichen Namen Lietuvos krikščionys demokratai (LKD) umbenannt und dieser umbenannten Partei trat die KDS dann umgehend bei (12. Mai 2001). Hintergrund dieser Vorgangsweise war das Bestreben, eine Fortführung der LKDS unter Renegaten zu verhindern (siehe unten). Kazys Bobelis wurde neuer Vorsitzender der wieder vereinten LKD.

#### Moderniujų krikščionių demokratų sąjunga (MKDS)
Die Union der Modernen Christdemokraten (lit. Moderniujų krikščionių demokratų sąjunga (MKDS)) spaltete sich 1998 von den Christdemokraten ab. Bei den Parlamentswahlen 2000 trat die Partei nur um Direktmandate an, ihr Parteivorsitzender Vytautas Bogušis kandidierte auf der Liste der liberalen Zentrumsunion. Die Partei konnte nur 1 Direktmandat erringen. Die Zusammenarbeit mit der Zentrumsunion wurde bei den Kommunalwahlen 2002 fortgesetzt und mündete am 31. Mai 2003 in die Gründung der neuen Liberalen und Zentrumsunion (zusammen mit der Liberalen Union).

#### Lietuvos krikščioniškosios demokratijos partija (LKDS)
Die Partei der Christdemokratie Litauens (lit. Lietuvos krikščioniškosios demokratijos partija (LKDS)) gründete sich aus Mitgliedern der alten LKDP, die den Zusammenschluss mit der KDS zur LKD ablehnten. Die Ablehnung gründete sich insbesondere auf die Tatsache, dass der umstrittene Kazys Bobelis, als Vorsitzender der beitretenden KDS, neuer Vorsitzender der LKD werden sollte. Der Versuch der Aussteiger, die Partei unter dem alten Namen weiter zu führen scheiterte (die LKDP hatte sich nur umbenannt, fusionierte aber nicht mit der KDS zu einer neuen Partei) und so wurde die Partei am 28. Januar 2003 unter leicht verändertem Namen neu registriert. Sie trat nach heftigen innerparteilichen Streitigkeiten bei den Parlamentswahlen 2004 (ebenso wie 2008) nicht an und konnte auch sonst bei Wahlen nicht reüssieren.

## Weblink
- Homepage von Tėvynės sąjunga Litauisch, Englisch